# ハインリヒ・シュレーター
ハインリヒ・エドゥアルト・シュレーター（独: Heinrich Eduard Schröter、1829年1月8日 – 
1892年1月3日
）は、ドイツの数学者。ヤコブ・シュタイナーの系譜を継いで、幾何学を研究した。

## 経歴
アルフレート・クレブシュ、ルドルフ・リプシッツ、カール・ノイマンらとほぼ同時期にケーニヒスベルクのアルトシュタットギムナジウムに通い、数学と物理学を学んだ。1845年にギムナジウムを卒業したのち、ケーニヒスベルク大学に入学し、ヤコビ学派のフリードリヒ・ユリウス・リヒェロート（及びフランツ・エルンスト・ノイマンとオットー・ヘッセ）の下で引き続き数学と物理学を学習した。軍の義勇兵として1年を過ごした後、フリードリヒ・ヴィルヘルム大学に入り、ペーター・グスタフ・ディリクレとヤコブ・シュタイナーに学んだ。1854年、楕円函数の論文を書いてリヒェロートから博士号を受け取った。1855年、教員試験に合格しヴロツワフ大学に勤務した。1892年、病気を患って没した。

## 功績
シュレーターはシュタイナーの1867年の総合幾何学（円錐曲線の射影理論）に関する講義に大きな影響を受けた。1880年の Die Theorie der Oberflächen（曲面論）はシュレーターの主要作品の一つであり、シュタイナーの作品を継いで2,3次の曲面を研究した。この功績でベルリン・アカデミーよりシュタイナー賞を授与され、準会員に選出された。 

## 著作
- “De Aequationibus Modularibus”. Philosophische Fakultaet. (1854).
- “Entwicklung der Potenzen der elliptischen Transcendenten und die Theilung dieser Funktion”. Philosophische Fakultaet. (1855). 大学教授資格論文。
- H. Schröter, ed (1867). “Die Theorie der Kegelschnitte, gestützt auf projectivische Eigenschaften.”. 2
- Schröter, Heinrich (1880). Theorie der Oberflächen zweiter Ordnung und der Raumkurven dritter Ordnung als Erzeugnisse projektivischer Gebilde. Nach Jacob Steiner's Prinzipien auf synthetischem Wege. Harvard University. Leipzig, B. G. Teubner
- Heinrich Edward Schroeter (1888). Die Theorie Der Ebenen Kurven: Dritter Ordnung. Auf Synthetisch .... Harvard University. B.G. Teubner
- Heinrich Eduard Schröter (1890). Grundzüge einer rein-geometrischen Theorie der Raumkurve vierter Ordnung erster Species. University of Michigan. B. G. Teubner